# Goran Paracki
Goran Paracki (Pola, 21 gennaio 1987) è un calciatore croato, centrocampista del Karlovac.

## Carriera

### Club
Il 1º luglio 2018 viene acquistato a titolo definitivo dalla squadra azera del Neftçi Baku.

### Nazionale
Ha giocato nella nazionale croata Under-19.